# مقتل أبرار فهد
مقتل أبرار فهد هو طالب في السنة الثانية من قسم الهندسة الكهربائية والإلكترونية في جامعة بنغلاديش للهندسة والتكنولوجيا، تعرض للتعذيب ثم قُتل على أيدي قادة عصبة شاترا بويت داخل قاعة شير بانجلا بويت. كان الدافع وراء هذه الجريمة هو آخر ما نشره فهد على موقع فيس بوك حيث عبر عن آرائه النقدية حول اتفاق بنغلاديش مع الهند والذي يسمح للبلاد بسحب المياه من نهر فيني. أكد تقرير تشريح الجثة أن فهد تعرض للضرب حتى الموت بواسطة أشياء حادة (جذوع الكريكيت وعصي الخيزران).

## الوفاة
في وقت وفاته كان فهد طالبًا في السنة الثانية في قسم الهندسة الكهربائية والإلكترونية. قُتل في غرفة رقم 2011 في قاعة شير البنغالية. كان يقيم في الغرفة رقم 1011 في نفس القاعة.
في 6 أكتوبر 2019 مساء الأحد حوالي الساعة 8 مساءً، استدعى بعض طلاب السنة الثالثة فهد وطلاب السنة الثانية الآخرين إلى قاعة رقم 2011 في قاعة شير البنغالية. قاد الهجوم أنيك ساركر أحد قادة رابطة شاترا ومسؤول شئون المعلومات والأبحاث في جامعة شاترا، وهو طالب في السنة الرابعة للهندسة الميكانيكية، وأميت شها نائب مسؤول الشؤون القانونية في نفس الوحدة، تم الهجوم عليه من قبل الشخصين ومن آخرين وتم على إثره وفاة أبرار. عثرت الشرطة على جثة أبرار في الثالثة صباحًا في الساعات الأولى من صباح الاثنين في الطابق الأرضي من قاعة البنغالية للتكنولوجيا والهندسة بجامعة بنغلاديش. تم الإعلان عن موت أبرار في حوالي الساعة الثالثة صباحًا من قِبل الطبيب الدكتور ماشوك إلهي. أظهرت اللقطات التي تم التقاطها بواسطة كاميرا دائرة مغلقة مثبتة في الطابق الثاني من القاعة السكنية عددًا قليلًا من الناس يسحبون أبرار إلى أسفل الممر من يديه وقدميه.

### مشاركة فيسبوك
قُتل فهد بسبب كتاباته على موفع فيس بوك التي أدانت الصفقة الأخيرة بين الهند وبنغلاديش (سبتمبر - أكتوبر 2019). في كتابته على فيسبوك، انتقد فهد الصورة الكئيبة لتوقيع الوثائق الثنائية أثناء تصويره لرئيس الوزراء. زيارة الشيخة حسينة التي تستغرق أربعة أيام إلى الهند في الفترة من سبتمبر إلى أكتوبر 2019.
في مقالته المطولة على فيس بوك، جسد فهد أيضًا قضايا السماح للهند باستخدام ميناء مونغلا، وسحب المياه من نهر فيني واستيراد غاز البترول المسال من بنغلاديش. على الرغم من عدم تعاون الهند. أنهى فهد مقالته على فيس بوك مقتبسًا حوالي أربعة أسطر من قصيدة «سوخ»، التي كتبها الشاعرة البارزة كاميني روي.
قبل آخر مشاركة له على فيس بوك، كتب فهد أيضًا مجموعة من المقالات المؤيدة لكشميري قيل إنها جذبت غضب عصبة شاترا بويت في بوي. كما تجدر الإشارة إلى أن أبرار مسلم متدين كان السبب الرئيسي وراء وصفه له المهاجمون كذباً بأنه «شبير» وهي جماعة إسلامية بنغلاديشية وبالتالي قاموا بتعذيبه حتى الموت.